# Fürdik a holdvilág
A Fürdik a holdvilág az ég tengerében... Petőfi Sándor verse 1844 áprilisából. Dallamát Bognár Ignác, a pesti Nemzeti Színház tenoristája szerezte.
Feldolgozás:
| Szerző          | Mire          | Mű                     |
| --------------- | ------------- | ---------------------- |
| Szabolcsi Bence | ének, zongora | Pianoforte IV. 27. dal |

## Dallama és szövege
| Fürdik a holdvilág az ég tengerében, Méláz a haramja erdő közepében: Sűrű a füvön az éj harmatozása, de sűrűbb két szeme könnyének hullása. Baltája nyelére támaszkodva mondja: „Miért vetettem fejem tilalmas dolgokra! Édesanyám, mindig javamat akartad: Édesanyám, miért nem fogdtam szavadat? Elhagytam házadat, földönfutó lettem, Rablók, fosztogatók közé keveredtem: Most is köztük élek magam szégyenére, Ártatlan utasok nagy veszedelmére. Elmennék én haza, itt hagynám ezeket, Örömest itt hagynám, de most már nem lehet: Édesanyám meghalt... kis házunk azóta Régen összeroskadt... s áll az akasztófa.” | { << \relative c' { \numericTimeSignature \key e \minor \time 4/4 \tempo 4 = 60 \set Staff.midiInstrument = "piccolo" \transposition c' % Fürdik a holdvilág az ég tengerében, a'8. e16 a16 e8. a8 e4. e'16 e8. d8. c16 b4 e,\fermata \time 1/4 r \time 4/4 \bar "\|\|" % bujdosik a betyar betyár erdő sűrűjében. a8. e16 a8 e a e4. e'8 e d8. c16 b4 e,\fermata \time 1/4 r \time 4/4 \bar "\|\|" \break % Fokosa nyelére támaszkodva mondja: e'8 c b c d4 c b8 a gis a b4 a\fermata \time 1/4 r \time 4/4 \bar "\|\|" % mért is adtam magam tilalmas dolgokra? f8. f16 e8 f g8 f4. e8 d cis d a'4 e\fermata \time 1/4 r \bar "\|." } \addlyrics { Für -- dik a hold -- vi -- lág az ég ten -- gë -- ré -- ben, buj -- do -- sik a be -- tyár er -- dő sű -- rű -- jé -- ben. Fo -- ko -- sa nye -- lé -- re tá -- masz -- kod -- va mond -- ja: mért is ad -- tam fe -- jem ti -- lal -- mas dol -- gok -- ra? } \addlyrics { Ö -- rö -- mest itt -- hagy -- nám a be -- tyár -- é -- le -- tet, el -- men -- nék én ha -- za, de most már nem le -- het, é -- des -- a -- nyám meg -- halt, kis kuny -- hónk az -- ó -- ta ré -- gen ösz -- sze -- om -- lott, s_áll az a -- kasz -- tó -- fa. } >> } |

## Felvételek
- Tekerő és tárogató (YouTube)
- Koltai László (YouTube)
- Bokor János 0'00''–2'30'' (YouTube)